# Friedrich Paul Greiner

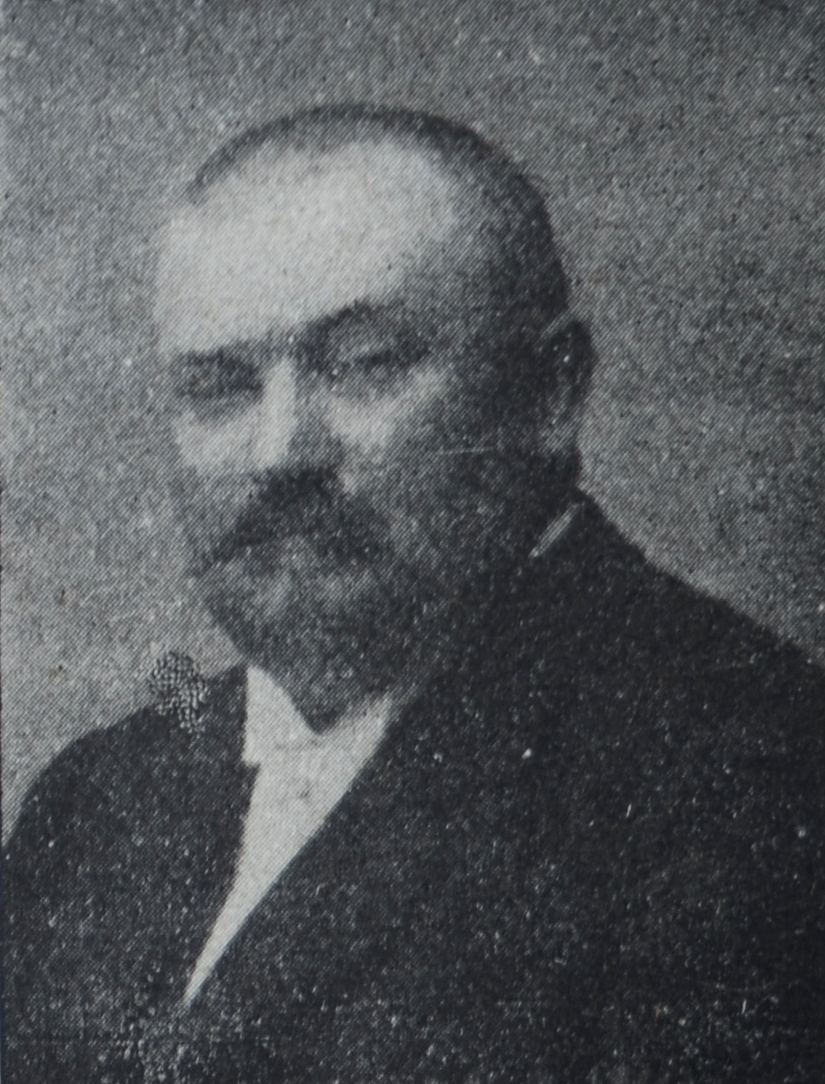
Friedrich Paul Greiner, 1911

Friedrich Paul Greiner (* 6. Januar 1871 in Mittelweier; † 1927) war Landwirt und Politiker.
Greiner, der evangelischer Konfession war, besuchte das Lyceum Straßburg und die École supérieure de commerce in Paris. Er war Weingutsbesitzer und Weinhändler in Mittelweier und Präsident des elsässischen Weinhändlerverbandes.
1911 wurde er vom Landwirtschaftsrat Elsass-Lothringen (Oberelsass) in die erste Kammer des Landtags des Reichslandes Elsaß-Lothringen gewählt. Er gehörte dem Landtag bis 1918 an.